# Tanaecia montivaga
Tanaecia montivaga är en fjärilsart som beskrevs av Hans Fruhstorfer 1913. Tanaecia montivaga ingår i släktet Tanaecia och familjen praktfjärilar. Inga underarter finns listade i Catalogue of Life.